# Typhlotanais mananensis
Typhlotanais mananensis är en kräftdjursart som beskrevs av Wallace 1919. Typhlotanais mananensis ingår i släktet Typhlotanais och familjen Nototanaidae. Inga underarter finns listade i Catalogue of Life.